# Seznam osebnosti iz Občine Šentrupert
Seznam osebnosti iz Občine Šentrupert vsebuje osebnosti, ki so se tu rodile, delovale, umrle ali so z njo povezane.
Občina Šentrupert obsega 25 naselij: Bistrica, Brinje, Dolenje Jesenice, Draga pri Šentrupertu, Gorenje Jesenice, Hom, Hrastno, Kamnje, Kostanjevica, Mali Cirnik pri Šentjanžu, Okrog, Prelesje, Ravne nad Šentrupertom, Rakovnik pri Šentrupertu, Ravnik, Roženberk, Slovenska vas, Straža, Šentrupert, Škrljevo, Trstenik, Vesela Gora, Vrh, Zabukovje, Zaloka. 

## Kultura in umetnost
- Jože Brcar, zbiralec ljudskega blaga (1842, Hom – 1921, Kamnje)
- Leopold Kozlevčar, zbiralec starin in umetnin (1903, Slovenska vas – 1968, ?)
- Bojan Brezovar, ravnatelj, osnoval muzej kmečkega orodja (?, ? – )

### Slikarstvo
- Ana Skedl, slikarka, pianistka (1856, Ljubljana – 1920, Šentrupert)
- Matija Knavs, slikar, (1864, Šentrupert – 1903, Okrog)

### Glasba
- Damjana Zupan, glasbenica, pianistka (1967, Novo mesto – )
- Josip Cimerman, cerkveni glasbenik, zborovodja, skladatelj, organist v Šentrupertu (1861, Laze pri Dolskem – 1912, Ljubljana)

### Kiparstvo
- Gorazd Sotler, akademski kipar, predavatelj (1930, Šentrupert – (1987, Škofja Loka)
- Anton Postl, kipar, slikar (?, ? – ?, ?)

### Gledališče, film in televizija
- Alojz Krumberger, gledališčnik, šolnik (1920, Bistrica – )

## Politika in pravo
- Janez Skedl, odvetnik, politik (1819, Šentrupert – 1891, Novo mesto)
- Jožef Mihael Skedl, pravnik, profesor (1811, Šentrupert – 1868, Gradec)
- Jožef Emanuel Barbo Waxenstein, politik (1825, Rakovnik pri Šentrupertu – 1879, Dunaj)
- Jožef Anton Barbo Waxenstein, politik, aristokrat (1863, Rakovnik pri Šentrupertu – 1930, Novo mesto)

## Gospodarstvo in humanistična znanost
- Franc Zupančič, podjetnik, gradbenik, letalec, pilot, častnik (1886, Rakovnik – 1953, Ljubljana)
- Milan Brezovar, zgodovinar, novinar (1917, Šentrupert – 2004, Ljubljana)
- Franjo Bulc, gospodarstvenik, organizator (1901, Šentrupert – 1979, Mirna)
- Eduard Hoffer, biolog, (1841, Kot pri Šentrupertu – 1915, Gradec)
- Vera Smole, dialektologinja, jezikoslovka, univerzitetna profesorica (1960, Novo mesto – )
- Matija Brezovar, kronist, dolgoletni sodelavec Rdečega križa (?, ? – )

## Zdravstvo
- Franc Skedl, zdravnik, fizik (1809, Šentrupert – 1866, Ljubljana)
- Pavel Lunaček, zdravnik, organizator partizanskega zdravstva, univerzitetni profesor (1900, Šentrupert – 1955, Ljubljana)

## Šolstvo
- Ivan Steklasa, profesor, zgodovinar (1846, Prelesje – 1921, Šentrupert)
- Vincencij Vovk, dekan, gospodarstvenik, duhovnik (1796, Grad pri Bledu – 1868, Šentrupert)
- Jože Zupan, šolnik publicist, urednik, častni član občine Šentrupert (1938, Bohinjska Bela – )
- Franc Hočevar, defektolog, specialni pedagog, socialni patolog (1946, Gorenje Jesenice – )
- Justin Arhar, šolnik, (1883, Šentrupert – 1916, Trst)
- Minka Krejan - Češnjevar, pisateljica, učiteljica (1929, Lomno pri Krškem – )
- Aleksander Lunaček, šolnik, čebelar, sadjar (1864, Loški Potok – 1934, Šentrupert)

## Religija
- Janez Vidic, župnik (1936, Zgornja Besnica na Gorenjskem – 1998, Šentrupert)
- Marjeta Gerzin, redovnica, bolničarka, delovala v sestrski ambulanti v Šentrupertu (1882, Mihelja vas – 1968, Raka)
- Jernej Vidmar, duhovnik, škof, kaplan v Šentrupertu (1802, Kranj – 1883, Kranj)
- Leopold Gorenjec, duhovnik, prevajalec, pisatelj (1840, Šentrupert – 1886, Adlešiči)
- Jakob Turjaški, župnik v Šentrupertu, dolenjski arhidiakon, prvi novomeški prošt (?, ? – 1453, ?)
- Jernej Basar, pridigar, duhovnik, redovnik, jezuit, pridigal na Veseli Gori pri Šentrupertu (1683, Škofja Loka – 1738, Ljubljana)
- Andrej Šimenec, duhovnik, nabožni pisec, kaplanoval v Šentrupertu (1849, Zgornji Brnik – 1919, Dol pri Ljubljani)

## Lovstvo
- Jožef Sterger, lovski pisec, lovec, pravnik (1817, Šentrupert – 1899, Kranj)

## Vojska
- Tone Zgonc, partizanski komandant, častnik, generalpodpolkovnik (1914, Draga pri Šentrupertu – 2002, Trebnje)

## Osebnosti iz drugod
- Mirko Trost, glasbenik, prosvetni delavec, služboval v Šentrupertu (1886, Vodice pri Kamniku – ?, ?)
- Dušan Tancik, slikar, rezbar, izdelovalec intarzij, služboval v Šentrupertu (1923, Metlika – 1982, Metlika)
- Jurij Slatkonja, škof, glasbenik, cesar mu je podaril župnijo v Šentrupertu (1456, Ljubljana – 1522, Dunaj)
- Jurij Tavčar Idrijski, podobar, slikar (1829, Idrija – 1892, Idrija)
- Anton Tramte, elektrohomeopat, fotograf, kaplan v Šentrupertu (1846, Zloganj pri Škocjanu – 1891, Šempeter na Dolenjskem)
- Janez Pajer Wolf, slikar, vojak, njegove freske ohranjene v Šentrupertu (1825, Leskovec pri Krškem – 1884, Ljubljana)
- Danilo Breščak, arheolog, opravil zavarovalno arheološko izkopavanje v Šentrupertu (1946, Novo mesto – )
- Marjeta Bregar, zgodovinarka, soavtorica publikacije Šentruperška mikroregija: razvojni projekt CRPOV za naselje Šentrupert z okolico (1996), (1969, Hrastovica – )
- Marinka Dražumerič, etnologinja, umetnostna zgodovinarka, vodila celovito obnovo cerkve sv. Ruperta v Šentrupertu, soavtorica in sourednica knjige Župnija Šentrupert (1993), (1957, Črnomelj – )
- Janez Anton Tušek, slikar, poslikal romarsko cerkev sv. Frančiška Ksaverija na Veseli Gori pri Šentrupertu (1725, Škofja Loka – 1798, Škofja Loka)
- Vito Hazler, etnolog, univerzitetni profesor, sodeloval pri izgradnji muzeja na prostem v Šentrupertu (1952, Maribor – )
- Georg Hans Gaigersfeld, slikar, njegove slike ohranjene v Šentrupertu (?, ? – 1681, Novo mesto)
- Alojzij Gangl, kipar, v Šentrupertu se je učil rezbarstva pri Karlu Poglajenu, (1859, Metlika – 1935, Praga)
- Jožef Pavlin, kipar, podobar, knjižničar, ustvaril skulpture za kapelo na Veseli Gori pri Šentrupertu (1875, Naklo – 1914, Przemysl)
- Karel Poglajen, podobar, imel delavnico v Šentrupertu (1841, Šentpeter pri Novem mestu – 1890, Trebnje)
- Jurij Tavčar, slikar, podobar, slikal za cerkev v Šentrupertu (1820, Idrija – 1892, Idrija)
- Ivan Vrhovec, zgodovinar, geograf, poročal o farni cerkvi v Šentrupertu (1853, Ljubljana – 1902, Ljubljana)
- Fortunat Bergant, slikar, naslikal delo Brezmadežna za Okrog pri Šentrupertu (1721, Mekinje – 1769, Ljubljana)
- Andrej Cetinski, vojaški poveljnik, generalmajor, narodni heroj, izkazal se je v napadu na Šentrupert (1921, Banja Loka – 1997, Ljubljana)
- Karel Ceglar, duhovnik, izseljenski organizator, deloval v Škrljevem pri Šentrupertu (1912, Stična – 1999, Ljubljana)
- rodbina Celjski, plemiška rodbina, sponzorirali prezidave in umetniška dela v župnijski cerkvi v Šentrupertu